# Tauwhare Falls (Hawke’s Bay)
Die Tauwhare Falls sind ein Wasserfall auf der Nordinsel Neuseelands. Er liegt unweit des Nordufers des Lake Waikaremoana am New Zealand State Highway 38 zwischen Rotorua und Wairoa im Gebiet des Te Urewera der Region Hawke’s Bay. Seine Fallhöhe beträgt 41 Meter. Die bekannteren Mokau Falls befinden sich direkt südlich gegenüber von ihm.